# Sorex sclateri
Sorex sclateri es una especie de musaraña de la familia Soricidae es endémica de México.